# Reforma Democràtica
Reforma Democràtica (RD) va ser una efímera associació política (protopartit) espanyola d'ideologia conservadora. Va ser fundada el 1976 per diverses personalitats provinents de l'ala moderada i tecnòcrata del franquisme, i va participar en el procés de constitució d'Aliança Popular, tot dissolent-se a l'any següent (1977).

## Antecedents
A l'empara de la Llei d'Associacions Polítiques aprovades per les Corts franquistes el 1974, que autoritzava per primera vegada la creació d'estructures de participació política (les associacions polítiques) diferents al Movimiento Nacional, diferents sectors moderats del règim es van organitzar sota el lideratge de Manuel Fraga Iribarne, amb vista a constituir una formació política de caràcter conservador orientada cap a la reforma limitada del sistema franquista. Amb aquesta fi, es va constituir a Madrid la societat anònima Gabinete de Orientación y Documentación (Godsa), l'activitat de la qual es va concretar, entre altres iniciatives, en l'elaboració del Libro Blanco para la Reforma Democrática i el Llamamiento para una Reforma Democrática. Ambdós documents van constituir la base de l'associació política Reforma Democràtica, inscrita en el Registre d'Associacions Polítiques del Ministeri de l'Interior a l'octubre de 1976.

## Reforma Democràtica i Aliança Popular
Al desembre d'aquest mateix any (1976) es va celebrar el I Congrés Nacional de Reforma Democràtica, que va escollir com a president Manuel Fraga Iribarne i com a secretari general Carlos Argos García. A Catalunya, a partir del Club Àgora fundat l'any 1974, es va crear Reforma Democràtica de Catalunya, formació que va néixer amb un manifest en català. Paral·lelament al desplegament de Reforma Democràtica, l'entorn de Manuel Fraga va establir contactes amb altres sectors afins dels quadres dirigents moderats del franquisme, entre els quals es contava exministres com Laureà López Rodó o Federico Silva Muñoz. Aquests contactes, que van culminar en la creació d'Aliança Popular, van dividir els integrants de RD, alguns dels quals, com Gabriel Cisneros, van abandonar el projecte en rebuig a la perspectiva d'integració amb altres grups de la dreta moderada franquista. Els dies 5, 6 i 7 de març de 1977 es va celebrar el Congrés constituent d'Aliança Popular, fruit de la convergència i fusió de Reforma Democràtica amb altres iniciatives similars. En aquest Congrés es van dissoldre la majoria d'associacions polítiques participants, inclosa Reforma Democràtica, en la Federació de Partits d'Aliança Popular.

## Personalitats relacionades amb RD
- Manuel Fraga Iribarne, exministre d'Informació i Turisme, fundador i dirigent d'Aliança Popular (secretari general i president) i el Partit Popular (expresident), ponent de la Constitució espanyola de 1978, expresident de la Xunta de Galícia, actual senador i president fundador del Partit Popular.
- Gabriel Cisneros, ponent de la Constitució de 1978, dirigent d'UCD, el Partit Liberal i el Partit Popular.
- Francisco Álvarez Cascos, exsecretari general d'Aliança Popular, exministre de Foment, ex vicepresident del Govern.
- Rafael Pérez Escolar, ex-conseller de Banesto i jutge en excedència.
- Juan de Arespacochaga y de Felipe, alcalde de Madrid entre 1976 i 1978, senador per designació Reial en 1977, i posterior membre d'Alianza Popular.
- Josep Aragonès i Montsant, alcalde de Pineda de Mar entre 1963 i 1987, empresari i president de Reforma Democràtica de Catalunya.